# Felipe Aláiz de Pablo
Felipe Aláiz de Pablo (Bellver de Cinca (Baix Cinca), 1887 - París, 1959) fou un periodista i anarquista aragonès, militant de la CNT i de la FAI.
Fill de pare militar, que havia participat en la Guerra de Cuba i mare culta, estudià als instituts d'Osca i Lleida, i posteriorment, per a pilot de la marina mercant. A punt d'acabar-los, abandona els estudis, i passà a treballar coma periodista, col·laborant a El Sol de Madrid, entre 1912 i 1914, i a la Revista de Aragón de Saragossa i ben aviat dirigiria el setmanari Aragón. El 1920 fou membre del Comitè Regional de la CNT per Tarragona i el 1921 va formar part del Comitè de la CRTC en representació de Tarragona. Participà en la Conferència de Saragossa de 1922. Anà a Tarragona i a Barcelona on co-dirigí, amb Antonio García Birlán, la Revista Nueva. Col·laborà a Día Gráfico, La Noche i La Revista Blanca de Barcelona, i també a Lucha Social de Lleida des del 1919 al 1922. A Barcelona edità Crisol, junt amb Llibert Callejas el 1923, i fou director de Los Galeotes, de "Tierra y Libertad" el 1930, i redactor i director de Solidaridad Obrera (octubre 1931 - 1933), substituint Joan Peiró.
Fou detingut durant les vagues de principi de 1932, però des de la presó continuà dirigint Solidaridad Obrera. En acabar la guerra civil espanyola s'exilià a França des d'on seguí col·laborant a Solidaridad Obrera que s'editava a París. En l'escissió de la CNT de 1945, s'alineà amb els apolítics juntament amb Federica Montseny, Josep Peirats Valls i Germinal Esgleas Jaume. És autor d'una biografia de Buenaventura Durruti.

## Publicacions[1]
- Quinet (1924)
- Un club de mujeres fatales (1932)
- María se me fuga de la novela
- Los aparecidos (1933)
- Para que la propaganda sea eficaz (1937)
- Vida y muerte de Ramon Acín (1938)
- Arte se escribir sin arte (1946)
- Hacia una federación de Autonomías Ibéricas (1945-)
- Tipos Españoles (1965)